# Glaresis tripolitana
Glaresis tripolitana es una especie de coleóptero de la familia Glaresidae.

## Distribución geográfica
Habita en Libia y Túnez.